# Tjuktji-kamtjatkanska språk

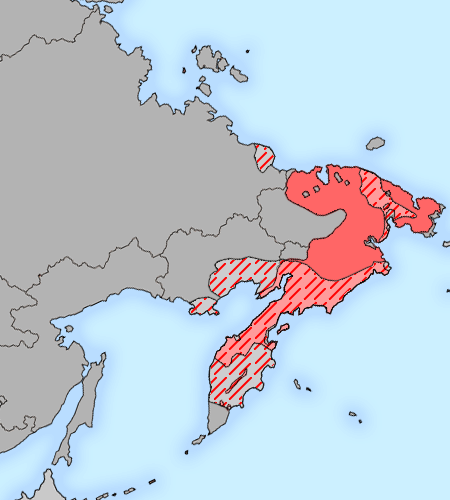
De tjuktji-kamtjatkanska språkens utbredningsområde.

De tjuktji-kamtjatkanska språken är en språkfamilj som talas i nordöstra Sibirien. Tjuktjiska är det största språket med sannolikt 7000 talare.

## Indelning
Den tjuktji-kamtjatkanska språkfamiljen delas in i två grenar:
- Tjuktjiska språk:
  - Tjuktjiska
  - Korjakiska
  - Alutor
  - Kerek

- Kamtjatkanska språk:
  - Itelmen

## Status
Samtliga tjuktji-kamtjatkanska språk hotas att ersättas av ryskan. Nästan alla medlemmar ur de olika etniska grupperna kan ryska, och de flesta yngre medlemmarna talar endast ryska.

## Släktskap med andra språkfamiljer
De tjuktji-kamtjatkanska språken har inte accepterats som besläktade med någon annan språkfamilj. De räknas emellertid till de paleosibiriska språken. 
Joseph Greenberg placerade de tjuktji-kamtjatkanska språken inom den eurasiatiska språkfamiljen.
Michael Fortescue har placerat de tjuktji-kamtjatkanska språken i en språkfamilj han kallar uralo-sibiriska språk. 